# مفتي الجمهورية (تونس)

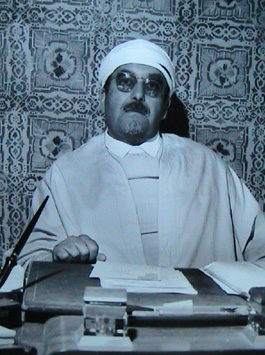
محمد الفاضل بن عاشور مفتي الجمهورية الثاني وأحد أهم رجال الدين التونسيين في القرن العشرين.

مفتي الجمهورية التونسية (أو مفتي الديار التونسية سابقا) هو المستشار والمسؤول الأول لدى الدولة المُكلّف بالشؤون الدينية والإسلامية.

## نبذة
يتم تعيين مفتي الجمهورية من قبل رئيس الجمهورية التونسية، ويباشر المفتي مهامه في مقر دار الإفتاء الموجودة في ساحة القصبة بجانب مقر رئاسة الحكومة، وهذا المنصب يعتبر من أقدم المؤسسات الوطنية التونسية ذات بُعد ديني، وهو يقع تحت إشراف رئيس الحكومة. ويساعد المفتي في أعماله عدة علماء وشيوخ وموظفين.
كان لمدة قرون قبل الاستقلال في 1956، عدّة خطط دينية تشرف على المذهبين المالكي والحنفي، وتغير اسمها عدة مرات: المفتي، القاضي، المفتي الأكبر، الباش مفتي، وأخيرا شيخ الإسلام. عند توحيد القضاء في 1956، تم حذف خطتي شيخ الإسلام الحنفي وشيخ الإسلام المالكي وتعويضهما بمفتي الديار التونسية دون تحديد لمذهب. 
حسب المرسوم المؤرخ في 28 فبراير 1957، فإن حامل هذا المنصب يسمّى «مفتي الديار التونسية». ثم تغير بعد ذلك إلى «مفتي الجمهورية» عملا بالمرسوم المؤرخ في 6 أبريل 1962 وتم تحديد ضبط مهامه.

## المهام
من أهم وظائف مفتي الجمهورية التونسية:
- تحديد بداية كل شهر قمري اعتمادًا على رؤية القمر، مع الاستئناس بالحساب الفلكي.
- إصدار شهادات اعتناق الإسلام للراغبين فيها من غير المسلمين من جميع أنحاء العالم ومن جميع الجنسيات.
- الإجابة عن أسئلة المستفتين عبر المراسلات أو بالحضور المباشر أو عن طريق الاتصال الهاتفي.
- تمثيل الجمهورية التونسية في الملتقيات العلمية والمؤتمرات، وفي المجامع الإسلامية الإقليمية والدولية، وإعداد الدراسات العلمية الموكلة إليه لتقديمها والإسهام بها.
- إبداء الرأي فيما يعرض عليه من كتب مدرسية أو وثائق وبحوث ودراسات ذات العلاقة بالدين الإسلامي.

## القائمة

### رئاسة المذهب الحنفي بين 1611 و1956
بعد دخول تونس تحت سيطرة الدولة العثمانية في 1574، وقيام الدولة المرادية فيها، اتخذ الحاكمون الحنفية مذهبًا رسميًّا لهم، وتواجد منذ 1611 مشرف على هذا المذهب في الدولة، وتقلّد عبر العصور عدة ألقاب، منها: المفتي الأكبر والباش مفتي وشيخ الإسلام. يُذكر أنه كان للمذهب المالكي شيوخ وقضاة، ولكنهم أقل رتبة من المشرف على المذهب الحنفي.

### رؤساء المذهب الحنفي فيالدولة المراديةهم:[1]

#### مفتي الحنفية
- 1611 - 1634: الشيخ رمضان أفندي
- 1634 - 1641: الشيخ أحمد الشريف الحنفي
- 1641 - 1650: الشيخ أحمد الشريف الأندلسي
- 1650 - 1656: الشيخ محمد بن مصطفى الأزهري
- 1656 - 1664: الشيخ مصطفى بن عبد الكريم
- 1664 - 1665: الشيخ يوسف درغوث الأكبر

#### المفتي الأكبر
- 1665 - ؟: الشيخ عبد الكبير درغوث

رؤساء المذهب الحنفي في الدولة الحسينية هم:
- 1720 - 1730: الشيخ علي الصوفي
- 1730 - 1743: الشيخ يوسف درغوث الأصغر
- 1743 - 1755: الشيخ محمد أرناؤوط
- 1755 - 1772: الشيخ حسين البارودي

- 1772 - 1799: الشيخ محمد بيرم الأول

#### باش مفتي الحنفية
- 1799 - 1800: الشيخ محمد البارودي
- 1800 - 1831: الشيخ محمد بيرم الثاني
- 1831 - 1843: الشيخ محمد بيرم الثالث

#### شيخ الإسلام الحنفي
- 1843 - 1861: الشيخ محمد بيرم الرابع
- 1861 - 1862: الشيخ محمد بن الخوجة
- 1862 - 1877: الشيخ محمد معاوية
- 1877 - 1895: الشيخ أحمد بن الخوجة
- 1895 - 1897: الشيخ أحمد كريم
- 1897 - 1900: الشيخ محمد بن مصطفى بيرم
- 1900 - 1911: الشيخ محمود بن الخوجة
- 1911 - 1932: الشيخ أحمد بيرم
- 1932 - 1939: الشيخ محمد بن يوسف
- 1939 - 1942: الشيخ الطيب بيرم
- 1942 - 1947: الشيخ محمد الصالح بن مراد
- 1947 - 1948: الشيخ محمد دامرجي
- 1948 - 1956: الشيخ محمد عباس

### رئاسة المذهب المالكي بين إلى سنة 1956[2]
ظهر الإفتاء في البلاد التونسية زمن الحفصيين حيث كان ينتصب في المسجد الجامع لكل مدينة، مفتٍ غالبا ما يكون الإمام الخطيب، ويباشر المفتي إفتاءه عشية الجمعة، وكان مفتي جامع الزيتونة أبرز المفتين في السلطنة الحفصية كابن عرفة مثلا الذي جمع بين الإفتاء والخطابة، وفي القرن الثامن الهجري انفصلت الفتيا عن الجوامع، وأصبحت خطة يسندها الأمير لمن هو أهل لها. وبقي الحال على ماهو عليه إلى أن جاء العثمانيون وأسسوا المجلس الشرعي الذي تحول في القرن التاسع عشر إلى الديوان الشرعي ومن أعضائه مفتٍ مالكي واحد أضاف إليه المراديون مفتيا ثانيا ثم أضاف إليهما علي باي الثاني مفتيا ثالثا وأضاف مصطفى باي مفتيا رابعا وظل عددهم يزيد إلى أن وصل في نهاية القرن التاسع عشر إلى ثمانية مفاتي أعضاء في الديوان الشرعي يترأسهم الأقدم في الخطة وكان يلقب في البداية بمفتي المالكية ثم بكبير أهل الشورى المالكية أو رئيس أهل الشورى المالكية وكان يلقب أيضا «باش مفتي المالكية» تأثرا بالمفاتي الأحناف.

### مفاتو المالكية
- الشيخ أبو النجاة سالم النفاتي التونسي
- الشيخ محمد بن منصور قشور الجبالي
- الشيخ عبد الكافي التونسي
- ؟  - 1600: الشيخ قاسم عظوم القيرواني
- 1600 - 1609: الشيخ أبو يحيى الرصاع الأنصاري
- 1609 - بعد 1628: الشيخ قاسم بن أبي الفضل البرشكي
- بعد 1628 - 1630: الشيخ إبراهيم الفلاري
- 1630 - 1638: الشيخ أبو الحسن بن سالم النفاتي (في عهده اضيفت خطة مفتي ثاني من المراديين وأسندت إلى أخيه علي)
- 1638 -  ؟ : الشيخ أبو الفضل بن أحمد بن عمر المسراتي
- ؟  - 1650: الشيخ علي بن سالم النفاتي
- 1656 - 1675: الشيخ أبو الفضل بن أحمد بن عمر المسراتي
- 1675 - 1704: الشيخ محمد بن إبراهيم فتاتة
- 1704 - بعد 1705: الشيخ محمد بن موسى
- بعد 1705 - 1709: الشيخ محمد بن الشيخ
- 1709 - ؟: الشيخ أبو الحسن علي الستاري
- ؟  -  ؟: الشيخ محمد بن محمد جعيط

### كبير (رئيس) أهل الشورى المالكية أو «باش مفتي المالكية»
- ؟  - ؟: الشيخ حمودة بن محمد الرصاع
- ؟  - 1758: الشيخ أحمد بن حسين المكودي
- 1758 - 1777: الشيخ قاسم بن الحاج المحجوب
- 1777 - 1828: الشيخ محمد بن قاسم المحجوب
- 1828 - 1833: الشيخ إسماعيل بن محمد التميمي
- 1833 - 1850: الشيخ إبراهيم بن عبد القادر الرياحي
- 1850 - 1869: الشيخ أحمد بن حسين القمار
- 1869 - 1874: الشيخ صالح بن احمد النيفر
- 1874 - 1886: الشيخ محمد الشاذلي بن صالح
- 1886 - 1894: الشيخ محمد ويدعى حمدة بن محمد الشاهد
- 1894 - 1919: الشيخ أحمد بن حمدة الشريف
- 1919 - 1924: الشيخ سالم بوحاجب
- 1924 - 1927: الشيخ محمد الطاهر بن عاشور (باش مفتي المالكية بالنيابة)
- 1927 - 1932: الشيخ محمد الطاهر بن عاشور

### شيخ الإسلام المالكي
في 1932، وفي حكم أحمد باي الثاني، تم تفريع مشيخة الإسلام إلى فرعين: شيخ الإسلام الحنفي وشيخ الإسلام المالكي، وقبل ذلك كان للمذهب المالكي شيوخا وقضاة أقل رتبة من المشرف على المذهب الحنفي. شيوخ الإسلام المالكي هم:
- 1932 - 1945: الشيخ محمد الطاهر بن عاشور
- 1945 - 1956: الشيخ محمد عبد العزيز جعيط

### مفتو الجمهورية التونسية منذ 1956
عند الاستقلال في 1956، تم توحيد القضاء وحذف خطتي شيخ الإسلام الحنفي وشيخ الإسلام المالكي، وعوّضتها خطة مفتي الديار التونسية ثم مفتي الجمهورية التونسية دون تخصيصها بمذهب محدد.
| الصورة | المفتي               | بداية العهدة | نهاية العهدة |
| ------ | -------------------- | ------------ | ------------ |
|        | محمد عبد العزيز جعيط | 1957         | 1960         |
|        | محمد الفاضل بن عاشور | 1962         | 1970         |
|        | محمد الهادي بلقاضي   | 1970         | 1976         |
|        | محمد الحبيب بلخوجة   | 1976         | 1984         |
|        | محمد مختار السلامي   | 1984         | 1998         |
|        | كمال الدين جعيط      | 1998         | 2008         |
|        | عثمان بطيخ           | 2008         | 2013         |
|        | حمدة سعيد            | 2013         | 2016         |
|        | عثمان بطيخ           | 2016         | 2022         |
|        | هشام بن محمود        | 2022         |              |

## مقالات ذات صلة
- الإسلام في تونس

## روابط خارجية
- الموقع الرسمي لديوان الإفتاء نسخة محفوظة 2 أبريل 2015 على موقع واي باك مشين..